# 星海社FICTIONS
星海社FICTIONS（せいかいしゃフィクションズ）は、星海社が発行し、講談社が発売している小説レーベル。2011年4月14日創刊。

## デザイン
判型はB6判。ソフトカバー。先んじて創刊された星海社文庫と同じく、天アンカットで星海社のロゴが印刷されたスピンが付き、書籍内のイラスト等がカラーで印刷される。

## 創刊ラインナップ
- 虚淵玄『金の瞳と鉄の剣』
- 元長柾木『星海大戦』
- 犬村小六『サクラコ・アトミカ』

## 星海社FICTIONS新人賞
本レーベルの名を付した公募小説新人賞。本レーベルの年間売り上げの1%が賞金として使用される。詳細は星海社FICTIONS新人賞を参照。